# Макнайт, Энтони
Энтони Макнайт (англ. Anthony Mcnight; 1954 — 17 октября 2019, тюрьма Сан-Квентин, штат Калифорния) — американский серийный убийца, совершивший 10 нападений на девушек и женщин, сопряженных с изнасилованиями, 5 из них закончились убийствами. Все преступления Энтони Макнайт совершал на территории города Окленд, (штат Калифорния) в период с октября 1985 года по январь 1986 года. Суд признал Энтони Макнайта виновным и приговорил его к смертной казни в 2008 году, но он скончался в 2019 году, так и не дождавшись исполнения смертного приговора.

## Ранние годы
О ранних годах жизни Энтони Макнайта известно мало. Известно, что Макнайт родился в 1954 году. В 1982 году завербовался в армию США. Он был зачислен в военно-морские силы и в дальнейшем проходил службу на авиабазе «Naval Air Station Alameda», расположенной в заливе Сан-Франциско недалеко от городов Аламида и Окленд. Был женат, имел ребенка. Макнайт был известен как человек  сангвинического темперамента, благодаря чему пользовался популярностью в округе и имел множество друзей, которые характеризовали его крайне положительно.

## Криминальная карьера
В 1982 году Энтони Макнайт был арестован полицией Окленда в попытке изнасилования девушки, отказавшейся вступить с ним в половую связь за материальное вознаграждение. Он не был осужден и отделался административным штрафом, заплатив который оказался на свободе, но его фотография была занесена в список арестованных за совершение сексуальных преступлений, а отпечатки пальцев были занесены в дактилоскопическую базу данных США. 
В октябре 1985 года Макнайт совершил свое первое нападение на девушку, во время которого он нанес ей ножевое ранение в область шеи и груди, после чего изнасиловал и бросил ее в бессознательном состоянии на окраине одного из западных районов Окленда, где она вскоре была найдена и доставлена в больницу. Через несколько дней Макнайт изнасиловал и избил еще одну девушку на одной из строительных площадок города. Улучив момент, жертва сумела сбежать от преступника, спрятавшись в дренажной канаве, после чего обратилась в полицию. К декабрю 1985 года Энтони Макнайт совершил еще два аналогичных нападений, в одном случае он нанес жертве 10 ножевых ранений, в другом нанес жертве удар ножом в область лица, но девушки остались живы и впоследствии дали сотрудникам правоохранительных органов описание деталей внешности Макнайта, внешнего вида его автомобиля и часть его автомобильного номера. В январе 1986 года Макнайт совершил очередное нападение, в ходе которой изнасиловал жертву и совершил попытку ее удушения, после чего сбросил ее тело в промышленной зоне Окленда, однако жертва осталась в живых.
В ноябре 1985 года автомобиль Макнайта был остановлен сотрудниками правоохранительных органов в ходе стандартной проверки документов. Так как его автомобиль подходил под описание автомобиля, на котором передвигался преступник, Энтони Макнайт был допрошен и впоследствии отпущен. Тем не менее он как ранее совершивший посягательство на жизнь девушки попал под подозрение, на основании чего его фотография была предъявлена трем жертвам, которые идентифицировали Энтони Макнайта в качестве насильника, на основании чего он был арестован 24 января 1986 года. Помимо инкриминируемых ему обвинений, Макнайт стал главным подозреваемым в убийстве как минимум 7 девушек и женщин, которые были убиты в этот же период на территории Окленда и его пригородов и в совершении которых преступник продемонстрировал тот же образ действия, что и Энтони Макнайт. Свою вину он не признал, тем не менее на основании показаний жертв, а также результатов клинического анализа крови, которые показали соответствие группы крови Макнайта с группой крови преступника — 24 августа 1987 года Энтони Макнайт был признан виновным в нескольких случаях похищения, нападения, сопряженным с изнасилованием, попыток убийства и получил в качестве наказания 63 года лишения свободы.
После осуждения он был этапирован для отбытия наказания в тюрьму «Salinas Valley State Prison». В 1999 году у него был образец крови и слюны. На основании результатов ДНК-экспертизы в последующие годы была доказана причастность Макнайта к совершению изнасилований и убийств 22-летней Бетти Стюарт, чье тело было найдено 22 сентября 1985 года с перерезанным горлом; 17-летней Дайаны Стоун, чей труп был обнаружен на территории одной из начальных школ Окленда с ножевым ранением в область шеи 29 сентября 1985 года; 13-летней Талиты Диксон, которая была убита 8 октября 1985 года, получив множественные ножевые ранения; 18-летней Моники Дэвис, которая была изнасилована и убита несколькими ударами тупым предметом по голове 9 декабря 1985 года и 24-летней Беверли Брайант, чье тело было найдено 25 декабря 1985 года избитым до смерти. В ходе нового судебного разбирательства Энтони Макнайт был признан виновным в совершении пяти убийств и 17 ноября 2008 года был приговорен к смертной казни. Свою вину он не признал

## Смерть
После повторного осуждения Энтони Макнайт был этапирован в тюрьму Сан-Квентин, где он провел все последующие годы жизни в камере смертников в ожидании исполнения смертного приговора. 17 октября 2019 года, проведя в заключении с момента ареста более 33 лет, Энтони Макнайт умер в возрасте 65 лет, так и не дождавшись приведения в исполнение своего приговора.